# Cikelet
Pour les articles homonymes, voir Chicklet.
Cikelet (prononcer "tchikelette") est un kecamatan (district) du kabupaten de Garut, dans la province indonésienne de Java occidental. Il est composé de 20 hameaux très isolés où vivent (en 2006) de 200 à 400 personnes par hameau, dans une zone très escarpée et d'accès difficile hormis à pied ou à cheval.

## Le hameau coutumier de Kampung Dukuh
Kampung Dukuh est un kampung adat ("hameau coutumier") qui fait partie du desa (village) de Cijambe. Kampung Dukuh est situé à plus de 9 km de Cijambe, à environ 10 km de Cikelet, à quelque 100 km de Garut et à environ 160 km au sud de Bandung, la capitale provinciale. On gagne Kampung Dukuh depuis Garut en prenant la direction de Cimari ou de Cikelet. Arrivé à Cijambe, en raison de l'état de la route, on est obligé de prendre une moto ou d'aller à pied pour rejoindre Kampung Dukuh.
Kampung Dukuh est situé à environ 390 m d'altitude, sur le flanc du mont Dukuh. Le hameau a une superficie de 5 hectares. Il est relativement isolé des autres hameau.

## Grippe aviaire
Cikelet a été le lieu de foyers groupés (aviaire et humains) de grippe aviaire en juillet-août 2006, à la suite de l'introduction dans le village de volailles achetées sur un marché extérieur au district en vue d'une fête religieuse. C'est un des lieux où l'on suspect qu'ont existé des transmissions interhumaines, ce qui a jusitifé que l'OMS y dépêche une équipe de spécialiste pour une enquête épidémiologique de terrain.
Dans les régions reculée d'indonésie, les limites des villages ne sont pas toujours bien fixées, et une famille peut se déplacer et avoir plusieurs habitations, par exemple l’une près des rizières et l’autre près de plantations éloignées de cacao)